# Otto I. von Scheyern
Otto I. von Scheyern (* um 1020; † 1073) war Graf von Scheyern und Vogt von Freising. Er ist der älteste eindeutig belegbare Vorfahre der Wittelsbacher.

## Leben
Die Herkunft Ottos I. von Scheyern ist ungeklärt.
- Sein Vater wird bisweilen ebenfalls als Otto I. bezeichnet (daher die alternative Zählweise als Otto II.).[1]
- Karl Bosl sieht ihn als Nachfahren des Pfalzgrafen Arnulf II. aus dem Haus der Luitpoldinger, wobei die Lücke von etwa 150 Jahren, die sich zwischen der Geburt von Arnulfs Sohn Berthold von Reisensburg und der Geburt Ottos I. von Scheyern ergibt, teilweise hypothetisch mit dem Markgrafen Berthold von Schweinfurt und dessen Sohn Heinrich gefüllt wird; der Ursprung der Schweinfurter ist allerdings ebenfalls nicht eindeutig geklärt. Heinrich von Schweinfurt soll einen jüngeren Sohn Heinrich I., Graf an der Pegnitz und von Weissenburg († 1043), gehabt haben, der nach dieser These wiederum der Vater Ottos I. von Scheyern gewesen sein soll.

Je nach Quelle wird er auch Otto II., Gaugraf Otto II. oder Ottone II genannt.

### Wirken
Um 1026 starb Heinrich V., Herzog von Baiern aus dem Geschlecht der Luxemburger Grafen, ohne Nachkommen. Es wird berichtet, dass das Privaterbe des Herzogs auf den sehr jungen Otto I. von Scheyern überging und der Salierkaiser Konrad II. die Möglichkeit zur Übertragung des Herzogtums Baiern auf seinen eigenen Sohn Heinrich III. ergriff. Eine aktuelle, wissenschaftliche Betrachtung dieses Sachverhalts fehlt bisher.
Erstmals ist Otto I. von Scheyern um 1045 greifbar. Um 1047 ist er als Vogt des Hochstifts Freising belegt, um 1060 auch Vogt des Domkapitels Freising.
Nach der Ehe mit Haziga (nach 1056) war er „comes de Skyrun“ (Graf von Scheyern), wobei hinzuzusetzen wäre iure uxoris.
Er wurde in Fischbachau (später gemeinsam mit seiner zweiten Frau) begraben, seine Gebeine wurden später nach Scheyern umgebettet.

## Familie
In erster Ehe war er mit einer Schwester des Grafen Meginhard von Reichersbeuern verheiratet.
In zweiter Ehe war Otto I. von Scheyern mit Haziga von Diessen verheiratet.
Die Nachkommen werden den beiden Ehen je nach Quelle unterschiedlich zugeordnet:
- Otto II. von Scheyern
- Bernhard I. von Scheyern
- Ekkehardt I. von Scheyern
- Arnold I. von Scheyern, erster Graf von Dachau[7]

Ob der Sohn Arnold I. von Scheyern ehelich oder unehelich war, lässt sich nicht feststellen.
Gesichert ist, dass Ekkehard I. von Scheyern der zweiten Ehe von Otto I. von Scheyern entstammte.